# Vezuv
Vezuv (tal.: Monte Vesuvio; lat.: Mons Vesuvius) je aktivni vulkan u Italiji. Nalazi se istočno od Napulja. 
Njegova erupcija godine 79. uništila je rimski grad Pompeje, Herkulanej i Stabije. Izbacivao je kamenje, pepeo i lavu.
Planina je danas visoka 1281 m. Sastoji se od ostataka starog, nekad puno većeg, stratovulkana Somme, čiji se vrh urušio u kalderu, u čijoj se unutrašnjosti nalazi novoformirani stožac "pravog" Vezuva.
Aktivnost vulkana stvara ponavljajuće, tzv. plinijske erupcije. 
Tipično obilježje ove eksplozivne vulkanske erupcije je kilometarski uspon stupa erupcije i brzo izbacivanje velikih količina vulkanskog materijala.
Velike erupcije Vezuva također su u praćene piroklastičnim tokovima, koji se ubrajaju među najopasnije oblike vulkanizma. Nakon burnih erupcija slijede razdoblja aktivnosti u obliku erupcija Stromboli i efuzivnim izlijevanjem lave. Faza mirovanje vulkana može trajati nekoliko stotina godina, a završava novom velikom erupcijom. 
Naziv "plinijska erupcija" se odnosi na Plinija Mlađeg. Kasniji rimski senator gledao je kao mladić, posljednju veliku erupciju Vezuva 79. godine nove ere koja je zatrpala drevne gradove Pompeje, Herkulanej i Stabiju. Događaj je kasnije opisao u svojim spisima. Vulkanolozi danas koriste termin kao opći kriterij klasifikacije. U 20. stoljeću, nekoliko vulkana je imalo ovaj oblik erupcije, uključujući i St. Helens 1980. i Pinatubo 1991.
Vezuv je poslije 79. godine bio stoljećima aktivan. Od posljednje erupcije koja se dogodila 1944. je u fazi mirovanja.